# 마테오 페라리
마테오 페라리, OMRI 기사장(이탈리아어: Matteo Ferrari matˈtɛːo ferˈraːri[*], 1979년 12월 5일, 라구아트 주 아플루 ~)는 이탈리아의 전직 축구 선수로, 현역 시절 수비수로 활약했다. 그는 세리에 A의 여러 이탈리아 구단과, 프리미어리그의 에버턴, 그리고 메이저 리그 사커의 앵팍 드 몽레알에서 1부 리그 무대에 활약했다. 그는 주로 중앙 수비수를 맡았지만, 다른 수비 보직을 맡을 수도 있었다.
페라리는 2000년과 2004년에 이탈리아 선수단 일원으로 하계 올림픽에 참가했고, 후자의 대회에서는 동메달을 목에 걸었다. 그는 2002년부터 2004년까지 성인 국가대표팀에도 활약했고, 유로 2004에도 이탈리아 최종 명단에 이름을 올렸다.

## 유년 시절과 가족
마테오 페라리는 이탈리아의 석유공학자인 부친과 기니 출신의 모친 사이에 알제리아에서 출생했다. 그의 부친은 직업 특성상 아프리카 여러 국가를 돌아다니면서 근무했다. 1993년, 그는 14세였을 때 부친을 여의었다.
그는 페라라에서 유년 시절을 보내며 형제 또한 축구 선수로 활약했다. 페라리와 베네수엘라인 모델 아이다 에스피카는 2009년 12월에 재혼했다. 둘 사이에 아들 아론이 2008년에 출생했다.

## 클럽 경력

### 초기 경력
페라리는 1995년에 SPAL에서 축구를 시작했는데, 좌측 수비수나 중앙 수비수로 활약했었다. 모든 유소년부 선수들은 연소한 학생 시절부터 피할 수 없는 절차가 있었다: 당시 그를 지도했던 루이지 파세티는 그를 중앙 공격수로 기용했고, 페라리는 리그에서 37골을 기록하다가 다시 수비를 맡았다. 인테르나치오날레는 페라리를 유소년부에 합류시켜 이후 제노아(공동 소유 계약), 레체(공동 소유 계약), 그리고 바리(임대)에서 능력을 배양했고, 후자의 구단에서 온전히 경기에 출전했다.
1999년 8월 29일, 페라리는 피오렌티나에게 0-1로 패한 경기에서 바리 소속으로 세리에 A 신고식을 치렀다.
그는 2000년 여름에 인테르나치오날레로 복귀해 모든 대회를 통틀어 27번의 경기에 출전했지만, 잔류하지 않고 파르마와 9B ITL(현재 €4,648,112에 상응) 규모의 공동계약을 체결하고 이적했다. 같은 해 파르마는 인테르나치오날레에서 40B ITL에 세바스티앵 프레이를 영입했고,(€20,658,275에 상응; 현금에 세르지우 콘세이상을 얹었다) 잔루이지 부폰과 릴리앙 튀람을 유벤투스에 매각했다.

### 파르마
훌륭한 활약을 펼치던 페라리는 2002년 5월에 €5.7M짜리 영구 계약으로 완전히 이적했다. 같은 해, 인테르나치오날레는 아드리아누와 브라티슬라브 그레슈코를 파르마로(€8.8M짜리 공동 계약으로, 정식 계약으로 €16M에) 보냈고, 파비오 칸나바로(비공개)와 마티아스 알메이다(€16M에)를 에밀리아 연고 구단에서 영입했다. 파르마 주전으로 3년을 보낸 페라리는 81번의 리그 경기에 출전해 3골을 기록했다. 페라리는 페르마 시절 처음으로 전국 대회를 우승했다.

### 로마
2004년 7월 31일, 그는 로마로 €7.25M에 이적했다. 그는 €2.965M의 연봉 계약서에도 서명했다.(계약에 따라 다미아노 페로네티가 로마에서 파르마로 이적했고, 같은 날 체사레 보보가 임대로 이적했다) 페라리는 레알 마드리드로 떠난 왈테르 사무엘의 대체자로서 입단했다. 그는 파르마 시절 보인 활약을 이탈리아 수도 연고 첫 소속 구단에서 재현하지 못했다.
페라리는 2006-07 시즌 초에 로마로 복귀했는데, 로마는 이전 시즌을 2위로 마감하고 차기 시즌 챔피언스리그 조별 리그 진출권을 손에 넣었고,(로마는 2006년 리그농단 스캔들의 수혜자가 되었다) 필리프 멕세와 크리스티안 키부와 중앙 수비로 협력해 좌측 혹은 중앙을 틀어막았고, 크리스티안 파누치가 주전 우측 수비수로 마르코 카세티를 후보로 두었다. 로마는 노련한 새뮤얼 쿠포어를 임대로 방출했고, 레안드로 쿠프레도 매각했다. 페라리는 세리에 A 27번의 경기에 출전했는데, 이 중 24번은 선발로 출전했고, 로마는 코파 이탈리아를 우승했으며, 세리에 A를 2위로 마무리했다. 그는 기복 있는 활약과 수비력 부족은 물론 파르마 시절의 훌륭한 활약상을 재현하지 못하면서 기름발(Sviergolone) 멸칭이 붙었다.

### 에버턴 임대
로마의 영입 금지 제제에도 불구하고, "황홍 군단"(Giallorossi)는 2005년 8월 24일에 챔피언스리그 경쟁 구단인 에버턴에 €200,000로 임대되었고, 추후 €5.5M으로 매각할 수도 있게 되었다.
페라리는 몇 경기를 치르고서 프리미어리그에 적응했는데, 에버턴에 맞추어졌을 때 수 차례 능력을 보였다. 그러나, 활약상은 1-0으로 이긴 아스널전에서 서혜부 신경 파열 부상으로 끝나버렸다. 그는 첼시와의 FA컵 4라운드 재경기에서 복귀했다. 2006년 4월, 에버턴의 데이비드 모이스 감독은 여름 이적 시장과 관련해 에버턴 공식 웹사이트에서 선수 활약상을 평가하고 어느 선수가 잔류할지를 정했다고 밝혔다.

"선수들은 어떤 면에서 자신들의 향후 행보를 위해 경기하지만, 무엇을 해낼 수 있는지 우린 압니다만, 시즌 마지막 달에 일어난 일에도 제 생각은 크게 바뀌지 않을 것으로 보입니다."
– 데이비드 모이스

2006년 5월, 모이스는 에버턴 공식 웹사이트에서 페라리의 임대 계약이 연장되지 않을 것임을 밝혔다.

### 제노아
로마와의 계약이 2007-08 시즌 끝에 만료되었다. 결국 페라리는, 2008-09 시즌을 앞두고 제노아에 자유계약으로 입단했다. 제노아 이적 후, 페라리는 2008년 8월 31일에 0-1로 패한 카타니아와의 개막전에서 신고식을 치렀다. 페라리는 제노아에서 경고 6번, 퇴장 2번을 받는 등 징계를 자주 받았다. 페라리는 1-1로 비긴 2009년 1월 25일 카타니아전(제노아 소속으로 신고식을 치렀던 상대와 같음)에서 경고 누적으로 퇴장당했다. 그는 1경기 출장 정지 징계가 끝나고 1-0으로 이긴 팔레르모와의 2009년 2월 1일 경기에 복귀했고, 2009년 5월 3일에 3-1로 이긴 삼프도리아전에서도 또다시 경고 누적으로 퇴장당했다. 2009년 5월 17일, 그는 2-2로 비긴 키에보 베로나와의 경기에서 1경기 출장 정지 징계가 풀려 복귀했다. 제노아에서, 페라리는 잔 피에로 가스페리니 감독의 지도 하에 주전 수비수로 활약했다.

### 베식타시

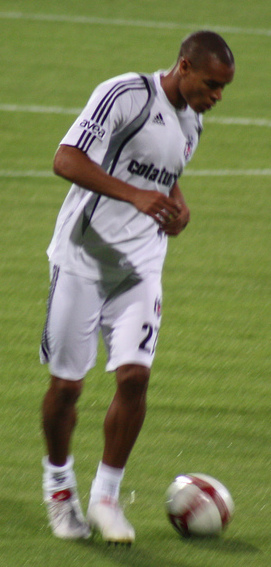
베식타시 경기 전 훈련의 페라리.

제노아에서 1년 후, 튀르키예의 베식타시가 그의 영입에 관심을 보였다. 결국 2009년 7월 8일, 페라리는 튀르키예의 베식타시로 €4.5M의 이적료에 입단했다. 그는 4년 계약을 맺고, 시즌당 세후 €2.5M의 연봉을 받게 되었다. 2009년 8월 7일, 튀르키예 쉬페르리그 개막전 날, 페라리는 이스탄불 바샥셰히르와의 경기에서 베식타시 소속으로 첫 경기를 치러 1-1 무승부를 거두었다. 2009년 10월 27일, 페라리는 2-1로 이긴 카슴파샤전에서 즉시 퇴장되었다. 2009년 9월, 페라리는 베식타시에서 기대이하의 활약을 펼쳐 1월 이적시장에 떠날 것으로 예상되었다. 그러나 페라리는 베식타시에 잔류했다. 2010-11 시즌, 페라리는 베른트 슈스터 감독의 지도 하에 1군 출장 기회가 줄어들었고, 페라리 또한 부르사스포르와의 경기에서 중상으로 2달 가까이 결장했다. 몇 차례 언쟁 후, 페라리는 구단의 계약 해지 통보를 받았다. 그의 관점에서, 구단은 개막전 선수단 훈련에 참가하지 못하도록 계약을 파기했다. 구단은 페라리의 훈련 무단 이탈을 확인했고, 그에 따라 구단은 계약을 해지했다.방출에 따라, 선수 및 구단 측은 계약 파기를 놓고 서로 소송을 걸었다.
스포츠 중재재판소에서는 페라리의 손을 들어주며 베식타시의 증인을 기각했다. 재판소에서는 베식타시로 하여금 페라리에게 €7,256,641.95의 급여 및 의료비를 지급하는 판결을 내렸다.

### 앵팍 드 몽레알
베식타시를 떠난 후, 페라리는 2011년 11월 12일부터 12월 말까지 레가 프로 프리마 디비시오네의 몬차에서 훈련했다. 페라리는 이후 축구를 시작했던 인테르나치오날레에서 훈련했다.
인테르나치오날레 시절 앵팍 드 몽레알 수뇌부가 페라리를 2012년 2월 14일 로스 앤젤레스의 시즌 개막 전 훈련에 초대했다. 페라리는 입단 시험 끝에 구단측과 계약을 놓고 협상에 들어갔고, 페라리는 2012년 메이저 리그 사커 합류 시즌에 구단 선수단에 합류하게 되었다. 2012년 3월 1ㅂ일, 앵팍은 2012년 시즌에 페라리가 구단에서 활약할 것임을 발표했다. 2013년 5월 11일, 그는 레알 솔트 레이크와의 경기에서 7분에 자책골을 헌납하며 0-1로 끌려갔다. 그러나, 페라리는 93분에 결승골로 3-2 승리를 견인하며 결자해지했다. 이 골은 페라리가 앵팍 소속으로 기록한 유일한 골이기도 했다.
2014년 10월 31일, 페라리는 계약 조항에 이견으로 활약 기간을 연장하지 않았다.

## 국가대표팀 경력

### 청소년 국가대표팀
국제 경기에서 알제리 국가대표팀에서도 활약할 수 있지만, 페라리는 이탈리아 국가대표팀을 선택했다. 그는 U-15, U-16, U-17, U-18, U-20, 그리고 U-21 국가대표팀에서 활약했고, 이탈리아 U-21 국가대표팀 일원으로 2000년 유럽 U-21 선수권 대회를 우승했다.

### 올림픽 국가대표팀
페라리는 U-23 국가대표팀 일원으로 2000년과 2004년에 연달아 2번 하계 올림픽에 출전했다.
2000년 대회에서 그는 스페인에 패한 8강전에 출전하는데 그쳤다. 2004년 하계 올림픽에서는 각국에 최대 3명씩 허용되는 연령 초과 선수로 이탈리아 선수단에 합류했다. 그는 이탈리아가 출전한 모든 경기에 출전했는데, 이 대회 금메달을 건 아르헨티나에 패한 후 이라크를 꺾고 동메달을 목에 걸었다.

### 성인 국가대표팀
페라리의 첫 성인 국가대표팀 경기는 세르비아 몬테네그로(유고슬라비아 연방 공화국 국명으로)와의 경기였지만 결장했다. 같은 해인 2002년 11월 20일, 그는 1-1로 비긴 튀르키예와의 2002년 11월 20일자 안방 친선경기에도 90분을 처음으로 소화했다. 그는 유로 2004에서 이탈리아를 대표로 아제르바이잔과의 예선전에 출전했고, 막판 14분을 남기고 알레산드로 네스타와 교체되어 경기를 뛰었다. 그의 마지막 이탈리아 국가대표팀 경기는 2004년 5월 30일에 열린 튀니지와의 경기로, 2004년 5월 30일에 조반니 트라파토니 감독의 부름을 받아 유로 2004 본선에 참가했지만, 대회 본선에 아무 경기도 출전하지 못했다. 이탈리아는 승점 5점으로 2개 국가와 동률을 이루었지만, 덴마크와 스웨덴을 상대로 상대 전적에서 밀리며 조별 리그에서 떨어졌다. 페라리는 이후 9월에 마르첼로 리피 감독으로부터 1차례 차출되었지만, 출전하지 못했다.

## 경력 통계

### 국가대표팀
| 국가대표팀 | 구단   | 시즌    | 출장 | 골 |
| ---------- | ------ | ------- | ---- | -- |
| 이탈리아   | 파르마 | 2002–03 | 3    | 0  |
| 이탈리아   | 파르마 | 2003–04 | 8    | 0  |
| 합계       | 합계   | 합계    | 11   | 0  |

| 국가대표팀 출전 및 득점 기록 | 국가대표팀 출전 및 득점 기록 | 국가대표팀 출전 및 득점 기록 | 국가대표팀 출전 및 득점 기록                 | 국가대표팀 출전 및 득점 기록 | 국가대표팀 출전 및 득점 기록 | 국가대표팀 출전 및 득점 기록 |
| 출전                         | 날짜                         | 경기장                       | 상대                                         | 결과                         | 골                           | 대회                         |
| ---------------------------- | ---------------------------- | ---------------------------- | -------------------------------------------- | ---------------------------- | ---------------------------- | ---------------------------- |
|                              | 2000년 9월 19일              | 오스트레일리아 애들레이드    | [[나이지리아 U-23축구 국가대표팀\|나이지리아 | 1–1                          | 0                            | 2000년 하계 올림픽           |
| 1.                           | 2002년 11월 20일             | 이탈리아 페스카라            | 튀르키예                                     | 1–1                          | 0                            | 친선경기                     |
| 2.                           | 2003년 8월 30일              | 스위스 제네바                | 스위스                                       | 2–1                          | 0                            | 친선경기                     |
| 3.                           | 2003년 6월 3일               | 이탈리아 캄포바소            | 북아일랜드                                   | 2–0                          | 0                            | 친선경기                     |
| 4.                           | 2003년 8월 20일              | 독일 슈투트가르트            | 독일                                         | 1–0                          | 0                            | 친선경기                     |
| 5.                           | 2003년 10월 11일             | 이탈리아 레조 칼라브리아     | 아제르바이잔                                 | 4–0                          | 0                            | 유로 2004 예선전             |
| 6.                           | 2003년 11월 12일             | 폴란드 바르샤바              | 폴란드                                       | 1–3                          | 0                            | 친선경기                     |
| 7.                           | 2003년 11월 16일             | 이탈리아 안코나              | 루마니아                                     | 1–0                          | 0                            | 친선경기                     |
| 8.                           | 2001년 2월 18일              | 이탈리아 팔레르모            | 체코                                         | 2–2                          | 0                            | 친선경기                     |
| 9.                           | 2004년 5월 31일              | 포르투갈 브라가              | 포르투갈                                     | 2–1                          | 0                            | 친선경기                     |
| 10.                          | 2004년 4월 28일              | 이탈리아 제노바              | 스페인                                       | 1–1                          | 0                            | 친선경기                     |
| 11.                          | 2004년 5월 30일              | 튀니지 라데스                | 튀니지                                       | 4–0                          | 0                            | 친선경기                     |
|                              | 2004년 8월 12일              | 그리스 볼로스                | 가나                                         | 2–2                          | 0                            | 2004년 하계 올림픽]]         |
|                              | 2004년 8월 15일              | 그리스 볼로스                | 일본                                         | 3–2                          | 0                            | 2004년 하계 올림픽]]         |
|                              | 2004년 8월 18일              | 그리스 피레아스              | 파라과이                                     | 0–1                          | 0                            | 2004년 하계 올림픽]]         |
|                              | 2004년 8월 21일              | 그리스 피레아스              | 말리                                         | 1–0                          | 0                            | 2004년 하계 올림픽]]         |
|                              | 24 August 2004               | 그리스 피레아스              | 아르헨티나                                   | 0–3                          | 0                            | 2004년 하계 올림픽]]         |
|                              | 27 August 2004               | 그리스 테살로니키            | 이라크                                       | 1–0                          | 0                            | 2004년 하계 올림픽]]         |

## 수상

### 클럽
파르마
- 코파 이탈리아: 2001–02[34]

로마
- 코파 이탈리아: 2006–07,[34] 2007–08[34]
- 수페르코파 이탈리아나: 2007[34]

베식타시
- 튀르키예 쿠파스: 2010–11[34]

앵팍 드 몽레알
- 캐나다 챔피언십: 2013, 2014[35]

### 서훈
이탈리아 공화국 공로장 5등급 / 기사장 : 2004